# Ha Seok-jin
Ha Seok-jin (하석진?, Ha Seok-jinLR, Ha SŏkjinMR; Seul, 5 marzo 1982) è un attore sudcoreano.

## Filmografia

### Cinema
- Banggwahu oksang (방과후 옥상?), regia di Lee Seok-hoon (2006)
- Nuga geunyeo-wa jass-eulkka? (누가 그녀와 잤을까??), regia di Kim Yoo-sung (2006)
- Motmallineun gyeolhon (못말리는 결혼?), regia di Kim Seong-wook (2007)
- Yeoreum, soksag-im (여름, 속삭임?), regia di Kim Eun-joo (2008)
- Joh-ahaejwo (좋아해줘?), regia di Park Hyun-jin (2016)

### Televisione
- Seulpeun yeon-ga – serie TV (2005)
- Princess Lulu – serie TV (2005)
- Dr. Kkang – serie TV (2006)
- Korea Secret Agency – serie TV (2006)
- If in Love... Like Them – serie TV (2007)
- Hello! Aegissi – serie TV (2007)
- Drama City – serie TV (2007)
- I am Happy – serie TV (2008)
- What's for Dinner? – serie TV (2009)
- The Great Merchant – serie TV (2010)
- Once Upon a Time in Saengchori – serie TV (2010)
- Can't Lose – serie TV (2011)
- If Tomorrow Comes – serie TV (2011)
- Standby – serie TV (2012)
- Childless Comfort – serie TV (2012)
- Shark – serie TV (2013)
- Thrice Married Woman – serie TV (2013)
- Jeonseor-ui manyeo – serie TV (2014)
- D-Day – serie TV (2015)
- Iron Lady – serie TV (2016)
- Honsunnamnyeo – serie TV (2016)
- 1%ui eotteon geot – serie TV (2016)
- Jachebalgwang office – serie TV (2017)
- Otsomae bulg-eun kkeutdong (옷소매 붉은 끝동?) – serie TV (2021) – cameo
- Blind (블라인드?, Beulla-indeuLR) – serie TV (2022)